# Piotrów (gmina Zadzim)
Piotrów – wieś w Polsce, położona w województwie łódzkim, w powiecie poddębickim, w gminie Zadzim.
W latach 1975–1998 miejscowość położona była w województwie sieradzkim. 